# Centrolenidae

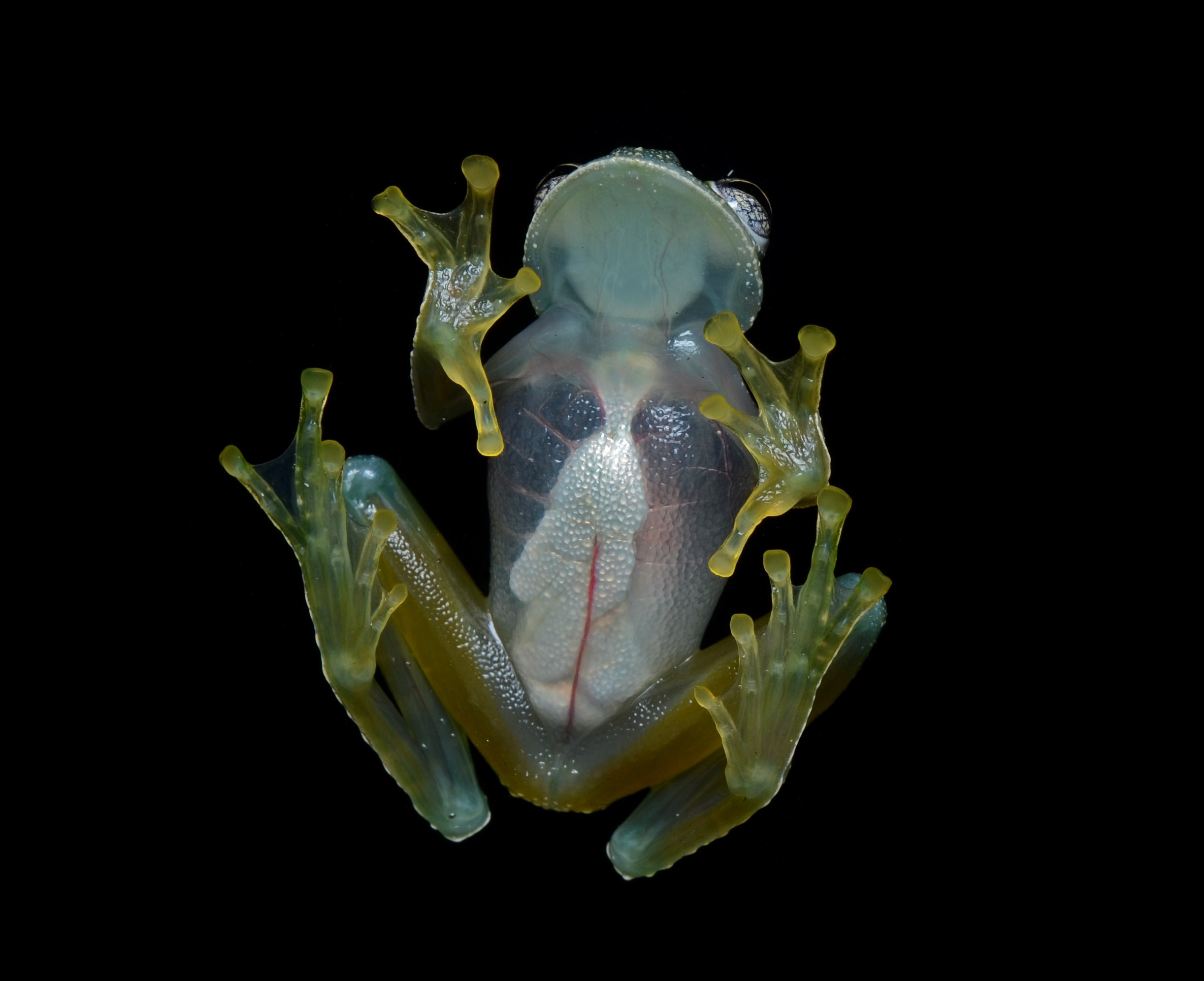
Vista ventrale di una "Rana di vetro"

Centrolenidae Taylor, 1951 è una famiglia di anfibi dell'ordine degli Anuri. Vengono chiamate con il nome comune di rane di vetro per via della loro caratteristica pelle traslucida del ventre, che permette di vedere dall'esterno gli organi interni.

## Tassonomia
La famiglia si suddivide in due sottofamiglie che comprendono in totale 11 generi più uno a sé stante. Il totale delle specie riconosciute è 156.
- Sottofamiglia Centroleninae Taylor, 1951 (119 sp.)
  - Centrolene Jiménez de la Espada, 1872 (24 sp.)
  - Chimerella Guayasamin, Castroviejo-Fisher, Trueb, Ayarzagüena, Rada, and Vilà, 2009 (2 sp.)
  - Cochranella Taylor, 1951 (8 sp.)
  - Espadarana Guayasamin, Castroviejo-Fisher, Trueb, Ayarzagüena, Rada, and Vilà, 2009 (5 sp.)
  - Nymphargus Cisneros-Heredia and McDiarmid, 2007 (41 sp.)
  - Rulyrana Guayasamin, Castroviejo-Fisher, Trueb, Ayarzagüena, Rada, and Vilà, 2009 (6 sp.)
  - Sachatamia Guayasamin, Castroviejo-Fisher, Trueb, Ayarzagüena, Rada, and Vilà, 2009 (5 sp.)
  - Teratohyla Taylor, 1951 (5 sp.)
  - Vitreorana Guayasamin, Castroviejo-Fisher, Trueb, Ayarzagüena, Rada, and Vilà, 2009 (10 sp.)
  - "Centrolene" (6 sp.)
  - "Cochranella" (7 sp.)

- Sottofamiglia Hyalinobatrachinae Guayasamin, Castroviejo-Fisher, Trueb, Ayarzagüena, Rada, and Vilà, 2009 (35 sp.)
  - Celsiella Guayasamin, Castroviejo-Fisher, Trueb, Ayarzagüena, Rada, and Vilà, 2009 (2 sp.)
  - Hyalinobatrachium Ruiz-Carranza and Lynch, 1991 (33 sp.)

- Incertae sedis
  - Ikakogi Guayasamin, Castroviejo-Fisher, Trueb, Ayarzagüena, Rada, and Vilà, 2009 (2 sp.)